# Steve Knapp

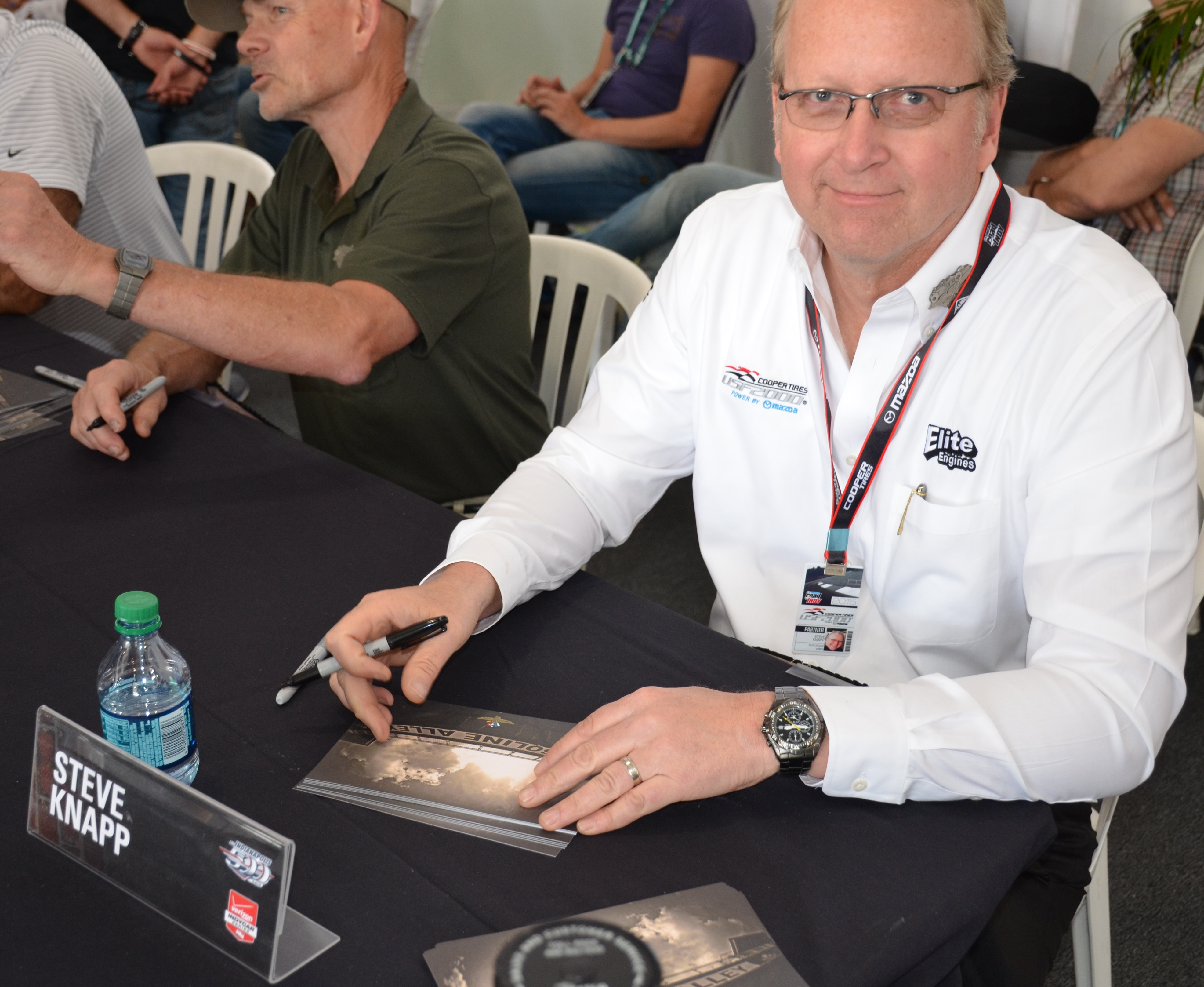
Steve Knapp in 2015

Steve Knapp (Minneapolis (Minnesota), 17 april 1964) is een voormalig Amerikaans autocoureur.
Knapp reed in 1997 het Atlantic Championship en werd zesde in de eindstand dat jaar. Tussen 1998 en 2000 reed hij dertien races in de Indy Racing League. Hij behaalde één podiumplaats, hij werd derde tijdens de Indianapolis 500 van 1998. Verder behaalde nog twee top 10-plaatsen, hij werd negende op de Las Vegas Motor Speedway in 1998 en zevende op de Walt Disney World Speedway in 1999. De Indianapolis 500 van 2000, waar hij op de negentiende plaats finishte, werd zijn laatste race. Hij probeerde zich nog te kwalificeren voor de race van 2001, zonder succes.